# 马丁·蒙托亚
馬田·蒙度亞·托拉尔沃（1991年4月14日—），西班牙足球運動員，現效力于希臘足球超級聯賽球隊阿里斯，司職右後衞，亦曾串演左後衞及中堅。

## 球會生涯
蒙度亞生於加泰羅尼亞巴塞隆拿省加瓦，最初為家鄉球隊加瓦足球俱樂部學徒，8歲時加入巴塞隆拿青訓學院拉瑪西亞。經歷了各梯隊後，在2009年升至B隊。
2009–10賽季，蒙度亞是路易斯·恩里克麾下重要一員，他上陣22場，助B隊11年後重返乙組。2011年2月26日，年僅19歲的蒙度亞被祖瑟·哥迪奧拿選中首次為一線隊上陣，完場前5分鐘入替阿祖安奴，該場巴塞3–0大勝主隊馬略卡。4月30日，蒙度亞首次得到首發，但在開賽後不久因锁骨骨折傷出，無法參與該季餘下的賽程。
2011–12賽季，蒙度亞回到預備隊作賽，但他憑不俗的表現在2012年1月12日再獲一線隊徵召，在國王盃2–1客勝（總比分6–1晉級）賽事中正選上陣。季尾，主力球員丹尼尔·阿尔维斯的傷患使蒙度亞能在國王盃決賽中上陣並打滿全場，助球隊3–0勝奪冠。
2012–13賽季，蒙度亞正式升上一線隊，獲發19號球衣。季中，蒙度亞繼續擔任丹尼尔·阿尔维斯的後備，不過隨着艾維斯頻密受傷，蒙度亞得到更多上陣機會。2012年10月7日國家打吡中，艾維斯的傷出讓蒙度亞參加到生涯首個打吡戰，場上蒙度亞發揮穩定，更險些憑下半場施射上演絕殺，可惜皮球中楣彈出，巴薩終被客隊皇家馬德里迫和2–2。在11月25日作客對的比賽中，艾維斯再度傷出，蒙度亞的入替締造了球會史上首次場上11名球員全是自家青訓出身的紀錄，該場巴薩以4–0完勝。
2015年7月4日，蒙度亞以外借身份加盟國際米蘭，外借一年，完外借條約可以給國際米蘭選擇是否買斷，買斷價為800萬歐羅。

## 國家隊生涯
2011年，蒙度亞獲得西班牙U21國家隊的徵召，並被路易斯·米利亚（Luis Milla）選中隨隊出征同年於丹麥舉辦的歐洲U-21足球錦標賽。蒙度亞在所有賽事中正選上陣，是西班牙奪冠功臣之一。
2011年8月25日，蒙度亞獲得西班牙領隊徵召入成年隊，備戰對智利的友賽和對列支敦士登的歐洲國家盃外圍賽。當時他仍身處乙組的巴塞隆拿B隊，且只有17分鐘頂級聯賽經驗。他因此成為繼1992–93賽季托马斯·克里斯蒂安森（Thomas Christiansen）後另一名身在巴薩B隊入選國家隊的球員。
2012年7月，蒙度亞代表西班牙出征倫敦奧運，惟球隊以分組賽三戰不勝成績結束奧運之旅。

## 榮譽

### 球會
巴塞隆拿
- 歐洲冠軍聯賽冠軍：2014-15
- 西甲聯賽：2010–11，2012–13，2014–15
- 國王盃：2011–12，2014–15
- 西班牙超級盃：2013

### 國家隊
西班牙U21
- 歐洲U-21足球錦標賽：2011

## 球會統計
截至2012年12月12日
| 球會        | 賽季     | 聯賽 | 聯賽 | 盃賽 | 盃賽 | 歐洲 | 歐洲 | 其他 | 其他 | 總計 | 總計 |
| 球會        | 賽季     | 上陣 | 進球 | 上陣 | 進球 | 上陣 | 進球 | 上陣 | 進球 | 上陣 | 進球 |
| ----------- | -------- | ---- | ---- | ---- | ---- | ---- | ---- | ---- | ---- | ---- | ---- |
| 巴塞隆拿B隊 | 2008–09  | 1    | 0    | —    | —    | —    | —    | —    | —    | 1    | 0    |
| 巴塞隆拿B隊 | 2009–10  | 23   | 0    | —    | —    | —    | —    | —    | —    | 23   | 0    |
| 巴塞隆拿B隊 | 2010–11  | 30   | 0    | —    | —    | —    | —    | —    | —    | 30   | 0    |
| 巴塞隆拿B隊 | 2011–12  | 21   | 0    | —    | —    | —    | —    | —    | —    | 21   | 0    |
| 巴塞隆拿B隊 | 總計     | 75   | 0    | —    | —    | —    | —    | —    | —    | 75   | 0    |
| 巴塞隆拿    | 2010–11  | 2    | 0    | 0    | 0    | 0    | 0    | 0    | 0    | 2    | 0    |
| 巴塞隆拿    | 2011–12  | 7    | 0    | 2    | 0    | 1    | 1    | 0    | 0    | 10   | 1    |
| 巴塞隆拿    | 2012–13  | 8    | 0    | 3    | 0    | 2    | 0    | 1    | 0    | 14   | 0    |
| 巴塞隆拿    | 總計     | 17   | 0    | 5    | 0    | 3    | 1    | 1    | 0    | 26   | 1    |
| 生涯總計    | 生涯總計 | 92   | 0    | 5    | 0    | 3    | 1    | 1    | 0    | 101  | 1    |

## 外部連結
- 巴塞隆拿足球會官方檔案 （页面存档备份，存于） （简体中文）
- BDFutbol檔案 （页面存档备份，存于） （英文）
- Futbolme檔案 （页面存档备份，存于） （西班牙文）
- 马丁·蒙托亚 – FIFA國際賽競賽紀錄 (存檔) （英文）
- Transfermarkt檔案 （页面存档备份，存于） （英文）
- 巴塞留下青訓明珠 蒙度亞將簽兩年新合約